# 我的恐怖室友
我的恐怖室友（或譯同屋：喚命日記）是日本作家今邑彩所著的推理小說，後改編為同名電影和漫畫。
本片是北川景子和深田恭子首次合作演出的電影，也是今邑彩首次改編為電影的作品，在日本的發行量已突破30萬冊。

## 簡介
萩原春海發生車禍後，在醫院遇到一位名叫西村麗子的女護理師，兩人相談甚歡，並在麗子的提議下決定住在一起，但春海漸漸發現，麗子擁有不為人知的一面。

## 書籍
- 小說：1997年發行新書版，2006年發行文庫版
- 漫畫：武富健治作畫，今邑彩原作，2013年起在週刊Big Comic Spirits上連載

## 電影

### 演員
- 萩尾春海：北川景子
- 西村麗子：深田恭子
- 工藤謙介：高良健吾
- 長谷川伸一：尾上寬之
- 安藤里加：大塚千弘
- 春海的母親：筒井真理子
- 本城（精神科醫師）：戸田昌宏
- 刑警：螢雪次朗
- 小川繪里：萩原綠
- 護理師：濱田萬葉
- 山崎（市長候選人）：田口智朗
- 萩尾春海（少女時期）：吉田里琴

### 工作人員
- 原作：今邑彩
- 導演、腳本：古澤健
- 監製：川田亮
- 音樂：安川午朗
- 攝影：浜田毅
- 美術：清水剛
- 錄音：高野泰雄
- 照明：加瀨弘行
- 剪輯：張本征治
- 主題曲：androp〈Missing〉
- 發行：東映

## 外部連結
- 電影官網（日語）